# Acrocercops zygonoma
Acrocercops zygonoma är en fjärilsart som beskrevs av Edward Meyrick 1921. Acrocercops zygonoma ingår i släktet Acrocercops och familjen styltmalar. Inga underarter finns listade i Catalogue of Life.